# Мірча Еліаде
Мі́рча Еліа́де (рум. Mircea Eliade, 24 лютого (9 березня) 1907, Бухарест — 22 квітня 1986 Чикаго) — румунський академік, письменник, історик релігій, філософ релігієзнавець і дослідник міфології, професор Чиказького університету з 1957 року, громадянин США з 1966 року; автор понад 30-и наукових, літературних і філософських праць, перекладених 18 мовами світу. З його робіт з історії релігії найвідомішими є праці, присвячені шаманізму, йозі, космогонічним міфам і «примітивним» релігійним віруванням.
Почавши свою кар'єру на початку 1920-х, він був надзвичайно плідним автором художньої та наукової літератури, так, що видав більше 1300 творів за 60 років. Через широту спектру його інтересів і мандрівний спосіб життя, його бібліографія складна. Його докторська дисертація, наприклад, була написана англійською мовою в 1931 році в Калькутському університеті. Водночас, фантастику Мірча Еліаде писав виключно румунською мовою. Серед його перших творів у жанрі фентезі інтерес викликали «Світло, яке не вдається» ["The Light that Fails"] (1931; ехр 1934), в центрі сюжету якого Магія і зіткнення з демонічної фігурою, та «Міс Крістіна» ["Domnisoara Christina"] (1936) — про вампіра та його стосунки з жінкою та невідомим.

### Видання українською мовою
- Еліаде М. Священне і мирське. Міфи, сновидіння і містерії. Мефістофель і андрогін. Окультизм, ворожбитство та культурні уподобання (пер. Г. Кьорян, В. Сахна). — К.: Основи, 2001. — 592 с. — ISBN 966-500-152-3.
- Мірча Еліаде. Трактат з історії релігій / Пер. з фр. Олексія Панича. — К.: Дух і Літера, 2016. — 520 с. — ISBN 978-966-378-451-9
- Еліаде Мірча. Пошуки. Історія та смисл в релігії років. / Пер. з англ. Анни Марії Басаурі Зюзіної. — Київ: Дух і Літера, 2019. — 256 с. ISBN 978-966-378-646-9